# Zorzines tateyamai
Zorzines tateyamai är en fjärilsart som beskrevs av Inoue 1982. Zorzines tateyamai ingår i släktet Zorzines och familjen nattflyn. Inga underarter finns listade i Catalogue of Life.